# Rhipsideigma adjuncta
Rhipsideigma adjuncta är en skalbaggsart som beskrevs av Arturs Neboiss 1984. Rhipsideigma adjuncta ingår i släktet Rhipsideigma och familjen Cupedidae. Inga underarter finns listade i Catalogue of Life.